# Krasica (Bakar)
Pour les articles homonymes, voir Krasica.
Krasica est une localité de Croatie située dans la municipalité de Bakar, dans le comitat de Primorje-Gorski Kotar. En 2001, la localité comptait 1 295 habitants.

## Démographie
| 1948  | 1953  | 1961  | 1971  | 1981  | 1991  | 2001  |
| ----- | ----- | ----- | ----- | ----- | ----- | ----- |
| 1 014 | 1 015 | 1 033 | 1 072 | 1 067 | 1 151 | 1 295 |